# Иола
Ио́ла (др.-греч. Ἰόλη) — в древнегреческой мифологии дочь Еврита, царя города Эхалии (по разным иточникам, находившегося на Эвбее, в Фессалии или в Мессении), и его жены Антиохи.
Еврит объявил, что отдаст дочь Иолу замуж за того, кто сумеет победить его в состязании по стрельбе из лука. Геракл сватался за неё по окончании своих 12 подвигов, но, даже одержав победу над Евритом, получил от него отказ, за который отомстил разрушением Эхалии и умерщвлением Еврита с сыновьями. Иола была уведена в плен, но сам Геракл в день возвращения погиб из-за ревности своей жены Деяниры. Умирая, он завещал своему сыну Гиллу жениться на Иоле, что вскоре и было исполнено. Впоследствии Гилл стал царём Дориды, где обосновались дети Геракла, и у них с Иолой родился сын Клеодай.
Действующее лицо трагедии Сенеки «Геркулес на Эте».
В честь Иолы назван астероид (836) Иола, открытый в 1916 году.